# Stop & Shop-staking van 2019

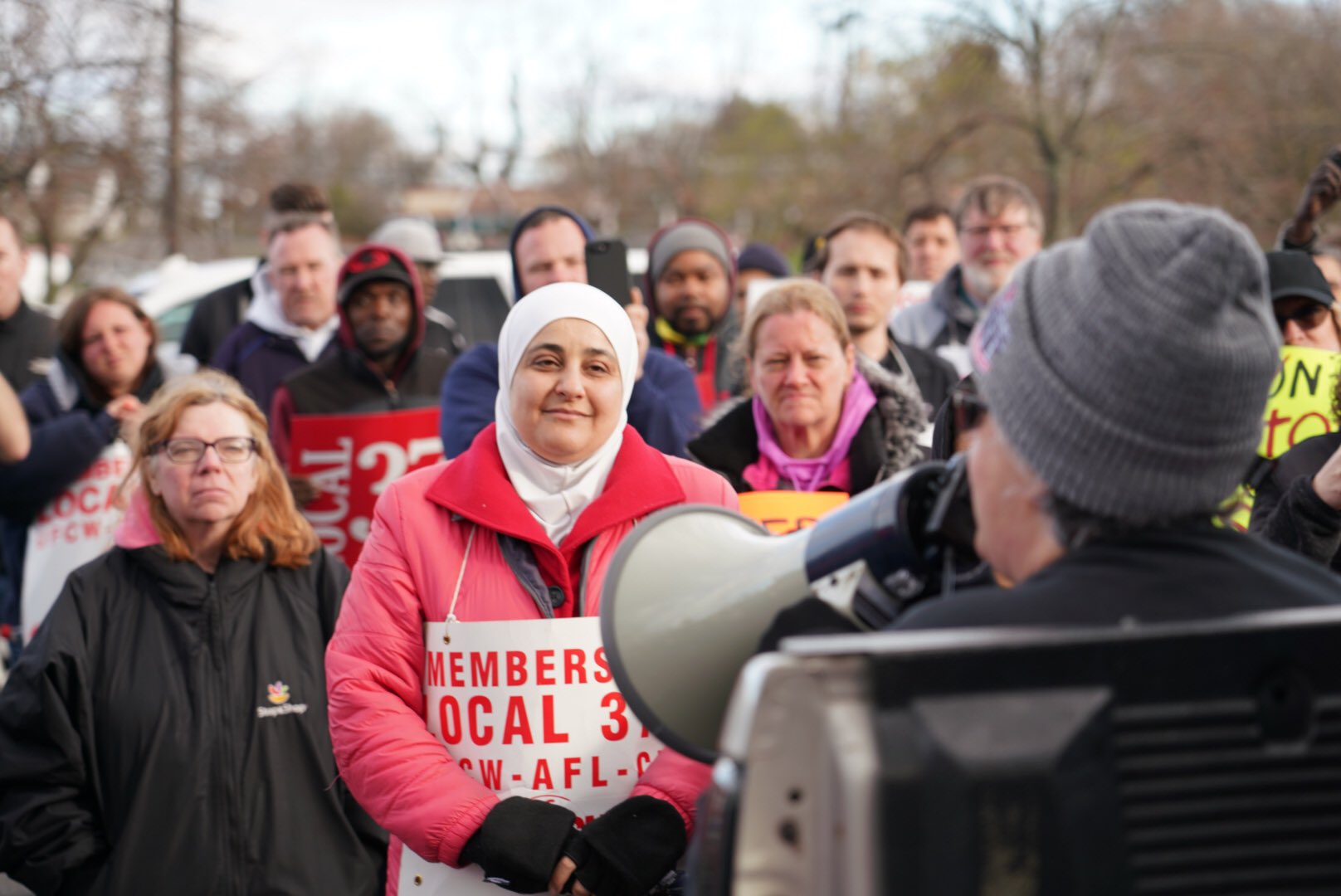
Stakende werknemers op 14 april 2019

De Stop & Shop-staking van 2019 was een werkstaking in april 2019 in de Verenigde Staten waarbij zo'n 31.000 werknemers bij supermarktketen Stop & Shop het werk neerlegden. Het was een van de grootste stakingen in de Amerikaanse private sector in jaren.
De staking kwam er nadat onderhandelingen over de arbeidsvoorwaarden in februari 2019 vastliepen. De betrokken afdelingen van de United Food and Commercial Workers (UFCW) in New England verklaarden zich niet akkoord met de besparingsplannen van de werkgever, die onder andere wilde besparen op overuren, loonsverhogingen en pensioenen. Na stakingsaanzeggingen bleven bonden en werkgever toch onderhandelen. Op 11 april begon de staking in 240 winkels in Massachusetts, Rhode Island en Connecticut. De stakers werden gesteund door de Democratische presidentskandidaten Bernie Sanders, Joe Biden, Elizabeth Warren, Pete Buttigieg en Amy Klobuchar. Tijdens de staking werd meer dan 54.000 dollar ingezameld om het personeel, dat tijdelijk niet werd betaald, te steunen. Op 21 april, na 10 dagen staken, bereikten werkgever en werknemers een voorlopige overeenkomst die gezien werd als een grote overwinning voor het stakende personeel. Stop & Shop, een dochterbedrijf van Ahold Delhaize, misliep tijdens de staking en de maanden erna naar schatting 345 miljoen dollar aan inkomsten.